# Paul Kroner
Paul Kroner (* 9. Juni 1880 in Berlin; † 4. März 1943 in Auschwitz) war ein aktiver Mitstreiter der deutschen Gehörlosenbewegung. Als Jude wurde er während des Nationalsozialismus verfolgt. Er wurde am 3. März 1943 mit dem 33. Transport zusammen mit seiner Ehefrau nach Auschwitz deportiert und vermutlich am 4. März 1943 gleich nach Ankunft ermordet.

## Leben

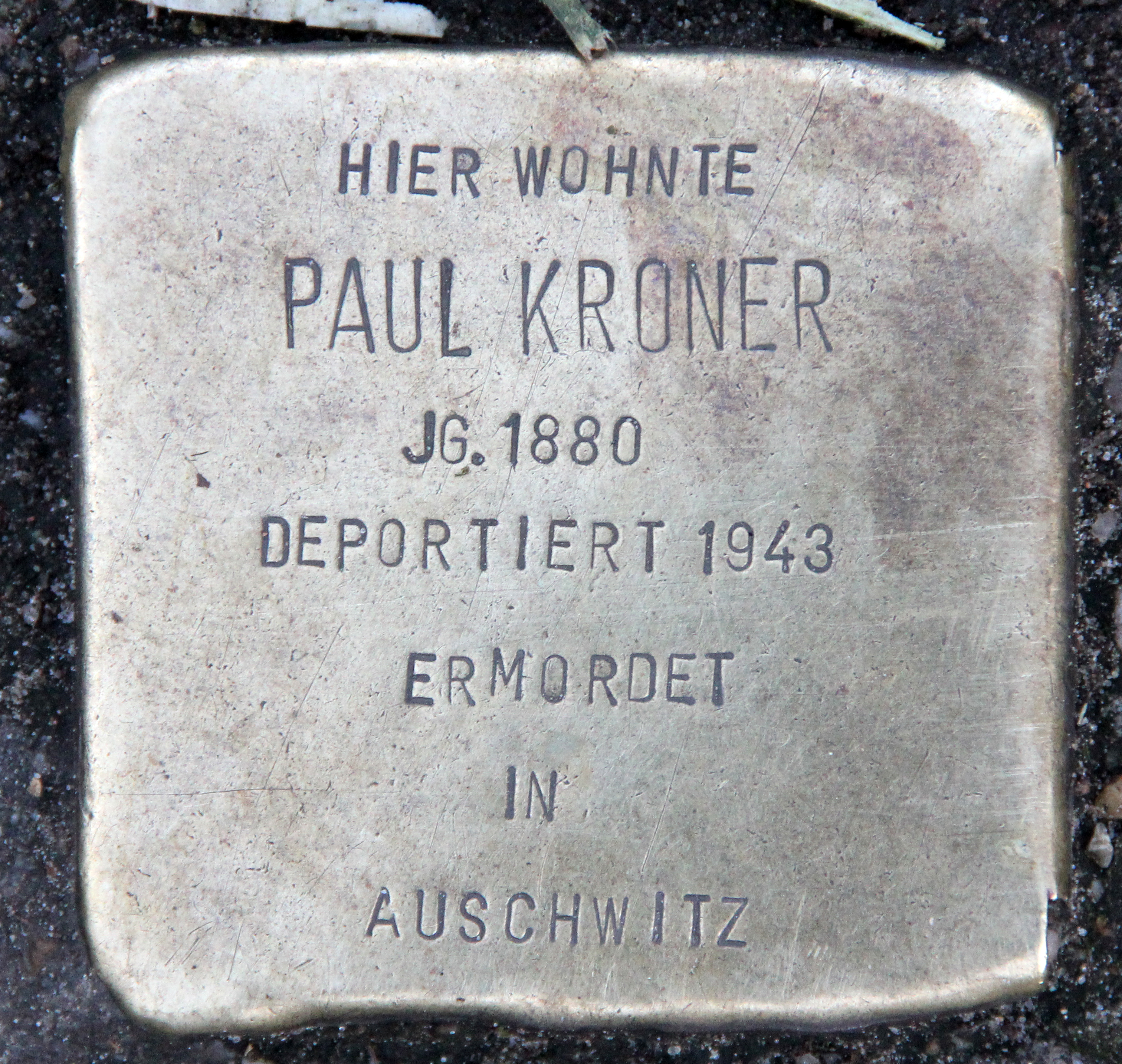
Stolperstein in Berlin-Tiergarten

Paul Kroner war gelernter Zahntechniker mit Wohnung und eigener Praxis in der Lützowstraße 41 in Berlin.
Er war 1900 Gründungsmitglied des Berliner Taubstummen-Schwimmvereins e. V., wurde Kassierer und ab 1920 Schatzmeister, was er bis zu seinem Ausschluss 1933 blieb. Der Verein beteiligte sich ab 1902 jährlich am Müggelseeschwimmen. 1903 war Kroner der einzige Schwimmer, der im Gewittersturm das Ziel erreichte.
1927 war er ebenfalls ein Gründungsmitglied des Reichsverbandes der Gehörlosen Deutschlands (ReGeDe), Vorläufer des heutigen Deutschen Gehörlosen-Bundes. Sein Bruder, der Notar Heinrich Kroner, meldete den Verein beim Berliner Amtsgericht an. Im ReGeDe war Paul Kroner Schatzmeister und Mitglied des Vorstandes.
1930 wurde er anlässlich seines 50. Geburtstages von verschiedenen Seiten geehrt, da er zu seiner Zeit einer der aktivsten gehörlosen Menschen in der Taubstummenbewegung war.
1933 wurde er aus allen Vereinen ausgeschlossen, weil er Jude war.
1938 musste er nach der Reichspogromnacht seine Praxis schließen, da ihm die Kassenzulassung von den Nationalsozialisten entzogen wurde.

## Erinnerungen
Am 23. September 2005 wurde Kroner zu Ehren in der Lützowstraße 41 in Berlin-Tiergarten ein Stolperstein eingeweiht.